# Love Don’t Cost a Thing
Love Don’t Cost a Thing – pierwszy singel z drugiego albumu Jennifer Lopez – J. Lo. Na Billboard Hot 100, singel znalazł się na trzeciej pozycji. Natomiast w Wielkiej Brytanii stał się jej pierwszym numerem jeden. Nagrano też hiszpańska wersję "Amor Se Paga con Amor" ("Love Is Paid with Love"), który znajduje się na wersji albumu wydanej w Ameryce Łacińskiej. Lopez zaśpiewała singel po raz pierwszy na gali 2000 MTV Europe Music Awards, która odbyła się w listopadzie 2000 roku w Sztokholmie.

## Lista utworów
U.S. CD single
1. "Love Don’t Cost a Thing" (HQ2 Club Vocal Mix)
2. "Love Don’t Cost a Thing" (Main Rap #1 featuring P. Diddy)
3. "Love Don’t Cost a Thing" (RJ Schoolyard Mix featuring Fat Joe)
4. "Love Don’t Cost a Thing" (Full Intention Club Mix)
5. "Let’s Get Loud" (Kung Pow Club Mix)

UK enhanced CD single
1. "Love Don’t Cost a Thing"
2. "Love Don’t Cost a Thing" (Full Intention Club Mix)
3. On the 6 Megamix ("If You Had My Love"/"Waiting for Tonight"/"Let’s Get Loud")
4. "Love Don’t Cost a Thing" (Video)

Australijska CD single
1. "Love Don’t Cost a Thing"
2. On the 6 Megamix ("If You Had My Love"/"Waiting for Tonight"/"Let’s Get Loud")
3. "Love Don’t Cost a Thing" (RJ Schoolyard Mix featuring Fat Joe)

## Pozycje na listach przebojów

### "Love Don’t Cost a Thing"
| Lista (2001)                           | Najwyższa pozycja |
| -------------------------------------- | ----------------- |
| Australian ARIA Singles Chart          | 4                 |
| Ö3 Austria Top 40                      | 11                |
| Belgian Ultratop 50 Singles (Flandria) | 7                 |
| Belgian Ultratop 40 Singles (Walonia)  | 2                 |
| Canadian Singles Chart                 | 1                 |
| Danish Singles Chart                   | 4                 |
| Dutch Top 40                           | 1                 |
| European Hot 100 Singles               | 2                 |
| Finnish Singles Chart                  | 1                 |
| French SNEP Singles Chart              | 5                 |
| German Singles Chart                   | 6                 |

| Lista (2001)                         | Najwyższa pozycja |
| ------------------------------------ | ----------------- |
| Irish Singles Chart                  | 4                 |
| Italian (FIMI) Singles Chart         | 1                 |
| Latvian Airplay Top 30               | 9                 |
| New Zealand (RIANZ) Singles Chart    | 1                 |
| Norwegian Singles Chart              | 3                 |
| Swedish Singles Chart                | 3                 |
| Swiss Singles Chart                  | 2                 |
| UK Singles Chart                     | 1                 |
| U.S. Billboard Hot 100               | 3                 |
| U.S. Billboard Hot R&B/Hip-Hop Songs | 40                |
| U.S. Billboard Hot Dance Club Play   | 9                 |

### "Amor Se Paga Con Amor"
| Lista (2001)                                | Najwyższa pozycja |
| ------------------------------------------- | ----------------- |
| U.S. Billboard Hot Latin Tracks             | 21                |
| U.S. Billboard Latin Pop Airplay            | 8                 |
| U.S. Billboard Latin Tropical/Salsa Airplay | 3                 |